# QQ Волка
QQ Волка (лат. QQ Lupi) — двойная затменная переменная звезда типа W Большой Медведицы (EW) в созвездии Волка на расстоянии приблизительно 576 световых лет (около 177 парсеков) от Солнца. Видимая звёздная величина звезды — от +13,35m до +12,4m. Орбитальный период — около 0,2516 суток (6,0375 часов).

## Характеристики
Первый компонент — оранжевый карлик спектрального класса K. Радиус — около 0,78 солнечного, светимость — около 0,293 солнечной. Эффективная температура — около 4823 K.
Второй компонент — оранжевый карлик спектрального класса K.